# تروریسم محافظه‌کار
تروریسم محافظه‌کار (انگلیسی: Conservative terrorism) نوعی از تروریسم است که در ارتباط با تروریسم وفادار به دولت است و توسط شبه نظامیانی انجام می‌شود که قصد از بین بردن تهدیداتی دارند که به باور آنها باید توسط نیروهای امنیتی دولت حذف می‌شدند. یک گروه تروریستی محافظه کار از تروریسم برای دفاع از نظم موجود یا برای بازگشت به وضعیت قبلی، استفاده می‌کند.

## نظر کارشناسان
طبق گفته کارشناس بلژیکی مبارزه با شورش، مایر اریک ای کلاسن:
تحقیقات نشان می‌دهد که اعضای جنبش‌های تروریست محافظه کارانه از لحاظ روان شناختی سالم بوده و از حمایت‌های جدی خانواده‌ها و جوامعشان برخوردار هستند. در مقابل، اعضای سازمان‌های تروریستی پیشرو اغلب در شرف دیوانگی بوده و در انزوا زندگی می‌کنند. . . . جنبش‌های تروریستی محافظه کار از مزایای واضح تری نسبت به جنبه‌های مترقی برخوردار هستند، زیرا اعضای آن می‌توانند درگیر بودن در مبارزات تروریستی با زندگی عادی خانوادگی را ترکیب کنند. . . .
از سوی دیگر، اشاره شده‌است که تروریست‌های محافظه کار کمتر به شرکت زنان در گروه‌های خود از گروه‌های تروریستی چپ‌گرا روی نشان می‌دهند. تحلیل گران رند کیم کراگین و سارا دالی معتقدند که گروه‌های چپ نیز به عنوان بازتاب انتظارات کلی جامعه از نقش زنان «بیشتر اجازه می‌دهند که زنان وارد مبارزه شده و نقش‌های عملیاتی داشته باشد».

## گروه‌های تروریسم محافظه‌کار
گروه‌هایی که به عنوان سازمان‌های تروریستی محافظه کار توصیف شده‌اند شامل تعدادی از سازمان‌هایی هستند که ظاهراً با کمونیست‌ها در کلمبیا مبارزه می‌کنند و گروه‌های طرفدار بریتانیا در ایرلند شمالی می‌باشند.
کنتراها، یک گروه تروریستی محافظه کار است که توسط ایالات متحده به منظور مبارزه با دولت ساندنیست‌های چپ‌گرا در نیکاراگوئه پشتیبانی تسلیحاتی می‌شوند.

## در ایالات متحده آمریکا
گروه‌های تروریستی محافظه کار، مانند کو کلوکس کلان و مجمع سفید، در ایالات متحده فعال هستند، گروه‌های تروریستی محافظه کار رای‌دهندگان سیاه‌پوست را در دوره عصر بازسازی که به دنبال جنگ داخلی در آمریکای جنوبی ایجاد شده بود را تهدید می‌کردند. فعالیت‌های تروریستی محافظه کار در طول این دوره در تاریخ ایالات متحده اغلب به قتل می‌انجامید، همان‌طور که در مورد آمریکایی‌های آفریقایی‌تبار که برای فعالیت سیاسی خود کشته شدند.

## در برزیل
در برزیل فرماندهی شکار کمونیست‌ها در سالهای دیکتاتوری نظامی برزیل فعال بود.